# Sovjak (Suhopolje)
Sovjak falu Horvátországban Verőce-Drávamente megyében. Közigazgatásilag Suhopoljéhoz tartozik.

## Fekvése
Verőce központjától légvonalban 11, közúton 21 km-re délkeletre, községközpontjától légvonalban 6, közúton 12 km-re délre, Nyugat-Szlavóniában, a Bilo-hegység völgyében, a Verőcéről Daruvárra menő főúttól és vasútvonaltól nyugatra, Velika és Mala Trapinska között fekszik.

## Története
A falu 20. század első felében keletkezett Pčelić déli határrészén, Pepelana szomszédságában. Lakosságát 1948-ban számlálták meg először, akkor még 150-en lakták. Azóta lakossága folyamatosan csökkent. 1991-ben 40 főnyi lakosságának 90%-a horvát nemzetiségű volt. 2011-ben a településnek 13 lakosa volt.

## Lakossága
| Lakosság változása | Lakosság változása | Lakosság változása | Lakosság változása | Lakosság változása | Lakosság változása | Lakosság változása | Lakosság változása | Lakosság változása | Lakosság változása | Lakosság változása | Lakosság változása | Lakosság változása | Lakosság változása | Lakosság változása | Lakosság változása |
| ------------------ | ------------------ | ------------------ | ------------------ | ------------------ | ------------------ | ------------------ | ------------------ | ------------------ | ------------------ | ------------------ | ------------------ | ------------------ | ------------------ | ------------------ | ------------------ |
| 1857               | 1869               | 1880               | 1890               | 1900               | 1910               | 1921               | 1931               | 1948               | 1953               | 1961               | 1971               | 1981               | 1991               | 2001               | 2011               |
| 0                  | 0                  | 0                  | 0                  | 0                  | 0                  | 0                  | 0                  | 150                | 149                | 125                | 89                 | 52                 | 40                 | 20                 | 13                 |